# Mihalj Kertes

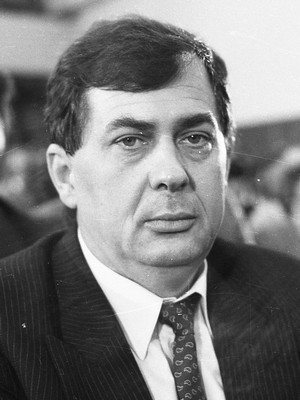
Mihalj Kertes

Mihalj Kertes (* 29. August 1947 in Bačka Palanka; † 29. Dezember 2022 in Belgrad) war ein serbischer Beamter und Politiker. Er war ein enger Vertrauter des ehemaligen Präsidenten Serbiens Slobodan Milošević und Zollchef Jugoslawiens.
Kertes wurde in Bačka Palanka als Sohn von Vater Mihalj, einem Schneider, und Mutter Olga, einer Hausfrau, geboren.
Im Dezember 2010 wurde er von einem serbischen Gericht wegen Amtsmissbrauch zu acht Jahren Haft verurteilt. Laut Anklage soll er Mitglied einer kriminellen Gruppe gewesen sein, die Staatsgelder auf Zypern verschwinden ließ und auf diese Weise dem Staat Schaden in Höhe von 60 Millionen Euro zufügte, weil die Gelder nicht dem Staat, sondern der Socijalistička Partija Srbije und verschiedenen Sicherheitsdiensten zugutekamen.
Kertes starb am 29. Dezember 2022 im Alter von 75 Jahren in Belgrad.